# Service bancaire mobile

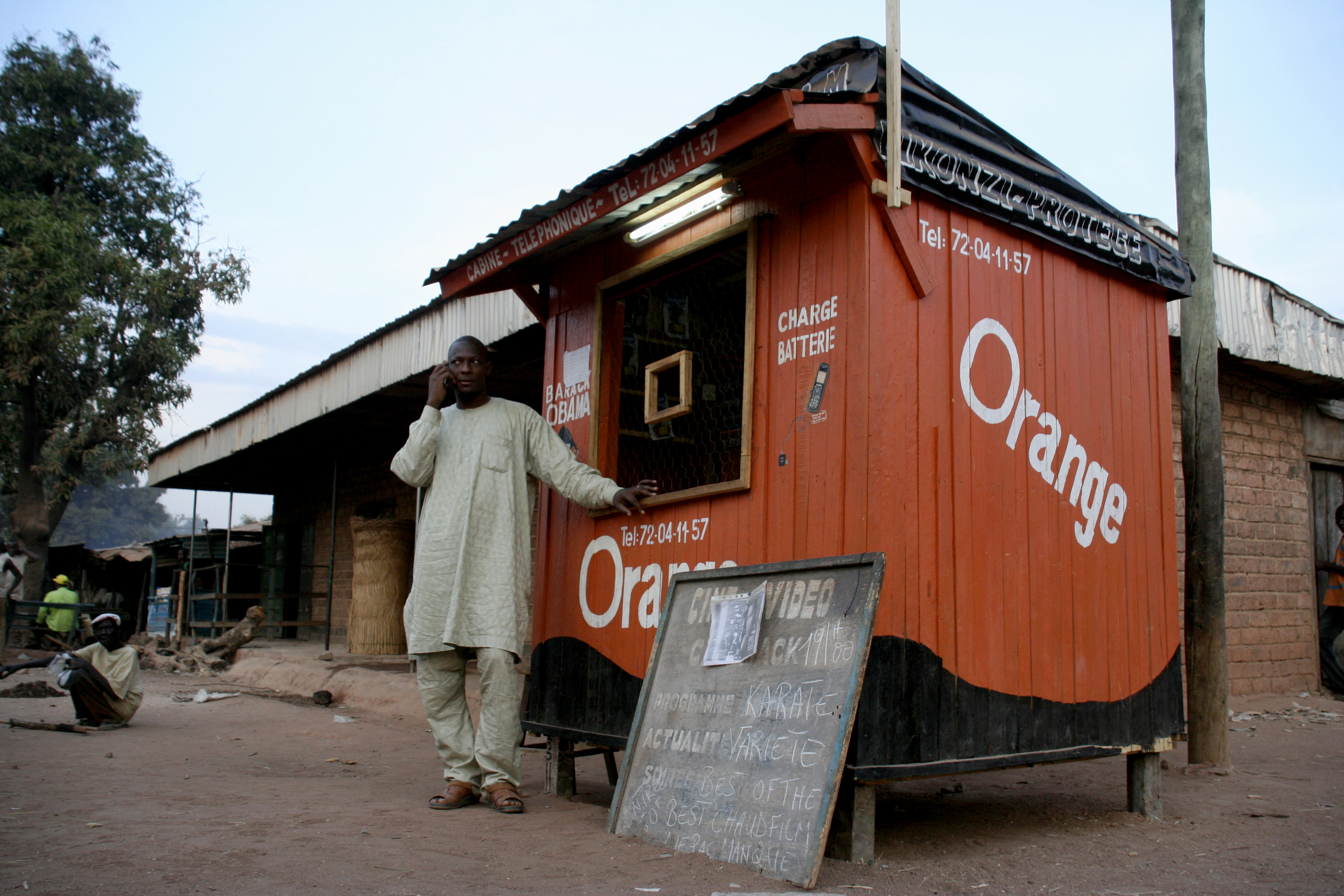
Les banques mobiles jouent un rôle important en Afrique.

Un service bancaire mobile, parfois simplifié en banque mobile ou banque sans fil (en anglais : mobile banking), correspond aux services financiers (consultation des soldes, transfert, virement) accessibles depuis un téléphone portable ou un autre appareil portable connecté à la toile.
Les banques mobiles sont utilisées dans de nombreuses régions démunies d'infrastructures, surtout les régions éloignées ou rurales. Elles sont populaires dans les pays dont la plupart de la population manque de compte bancaire et où les banques physiques ne se trouvent que dans les grandes villes. Les banques mobiles ont connu un essor en Afrique où elles ont apporté un grand changement socio-économique à des millions des gens. Auparavant à l'écart des services bancaires, ils ont pu envoyer et recevoir de l'argent. Entre 2010 et 2011, le nombre d'utilisateurs de banques mobiles est en hausse de 200 % au Kenya.
Dans un pays européen tel que la France, l'essor de la banque mobile est freiné notamment par la structure démographique. En effet, 65 % de l'épargne est détenue par les plus de 60 ans. La majorité de cette population vieillissante reste attachée aux monnaies fiduciaires c'est-à-dire billets et pièces de monnaie, trivialement appelés argent liquide) et privilégie les services bancaires classiques avec un interlocuteur au sein d'une agence, n'utilisant que les possibilités de consultation de leurs comptes en ligne par l’intermédiaire d'un ordinateur. Les 25-50 ans sont plus enclins à porter de l’intérêt aux services de banque mobile. Compte tenu de leurs habitudes, les moins de 25 ans peuvent être tentés de passer par les réseaux sociaux Facebook, Amazon ou Apple pour gérer leurs comptes et leur épargne.